# 97

## Decese
- dată necunoscută: Timotei sfânt (n. 17)